# Чикомусельтекский язык
Чикомусельтекский язык (Cac’chiquel Mam, Cakchiquel Mam, Chicomuceltec, Chicomulcelteco, Chikomuselteko, Cotoque) — майяский язык, на котором ранее говорили в городах Аматенанго, Масапа-де-Мадеро, Чикомусело штата Чьяпас в Мексике, а также в некоторых близлежащих районах в Гватемале. В 1970—1980 годах он вымер, в последнее время в литературе сообщалось, что больше нет ни одного живого носителя языка. Есть сообщества современных потомков чикомусельтеков, в которых насчитывается около 1500 человек в Мексике и 100 в Гватемале — носители испанского языка.